# Elymus grandiglumis
Elymus grandiglumis är en gräsart som först beskrevs av Yi Li Keng och Shou Liang Chen, och fick sitt nu gällande namn av Áskell Löve. Elymus grandiglumis ingår i släktet elmar, och familjen gräs. Inga underarter finns listade i Catalogue of Life.